# Lee Joo-young (actriz nacida en 1992)
Lee Joo-young (en hangul, 이|주|영; nacida el 14 de febrero de 1992) es una actriz surcoreana.

## Formación
Empezó a estudiar educación física en la Universidad de Kyung Hee, pero pronto se trasladó al departamento de dramaturgia, donde se diplomó.

## Carrera
Es conocida sobre todo por sus actuaciones en las series Weightlifting Fairy Kim Bok-joo (2016–17) e Itaewon Class (2020).
Empezó a darse a conocer en 2016 como protagonista en la película Jane, que participó en el Festival Internacional de Cine de Busan. Ese mismo año formó parte del reparto de la película que clausuró esa edición del festival, A Quiet Dream, dirigida por Zhang Lu y protagonizada por Han Ye-ri. También participó en Jamsil, otra película independiente.
En televisión, tuvo papeles secundarios en las series Weightlifting Fairy Kim Bok-joo y Something in the Rain (2018).
En 2018 regresó al Festival de Cine de Busan como protagonista de la película independiente Maggie, con la que ganó el premio a la actriz del año del festival. Ese mismo año había tenido un papel de reparto en la película de suspenso The Negotiation.
En 2019 protagonizó el drama deportivo Baseball Girl, por el que obtuvo el premio Independent Star del Festival de Cine Independiente de Seúl.
En 2021 protagonizó la serie de OCN Times, un thriller político en el que interpreta el papel de una joven periodista, hija de un político asesinado cinco años atrás.

## Filmografía

### Películas
| Año  | Título                        | Papel               | Notas        |
| ---- | ----------------------------- | ------------------- | ------------ |
| 2011 | Behinds                       |                     | cortometraje |
| 2012 | Encounter                     |                     | cortometraje |
| 2013 | Living Things                 |                     | cortometraje |
| 2013 | Beauty of Journey             |                     |              |
| 2013 | A Hidden Story                |                     | cortometraje |
| 2015 | The Transfer Student          |                     | cortometraje |
| 2016 | The Eternal Theme of Humanity |                     |              |
| 2016 | Chae's Movie Theater          | Soo-yeon            |              |
| 2016 | A Quiet Dream                 | Joo-young           | [ 2 ]        |
| 2016 | Jane                          | Ji-su               | [ 3 ]        |
| 2016 | Jamsil                        | Young Jo Seong-sook |              |
| 2017 | Alone Together                | Ju-won              | cortometraje |
| 2017 | An Algorithm                  | Lee Min-Ah          | featurette   |
| 2018 | The Negotiation               | Lee Da-bin          |              |
| 2018 | Maggie                        | Yeo Yoon-young      | [ 3 ]        |
| 2020 | Baseball Girl                 | Joo Soo-in          | [ 5 ]        |
| 2022 | Broker                        | Detective Lee       | [ 6 ]        |

### Series de televisión
| Año     | Título                          | Papel        | Canal  | Notas                        | Ref.         |
| ------- | ------------------------------- | ------------ | ------ | ---------------------------- | ------------ |
| 2016–17 | Weightlifting Fairy Kim Bok-joo | Lee Seon-ok  | MBC TV |                              | [ 7 ]        |
| 2018    | Something in the Rain           | Lee Ye-eun   | JTBC   |                              | [ 8 ]        |
| 2018    | The Ghost Detective             | Gil Chae-won | KBS2   |                              | [ 9 ]        |
| 2019    | Drama Special                   | Jo Soo-ah    | KBS2   | Episodio «Home Sweet Home»   | [ 10 ]       |
| 2020    | Itaewon Class                   | Ma Hyun-yi   | JTBC   |                              | [ 11 ]       |
| 2021    | Times                           | Seo Jung-in  | OCN    | Protagonista. Doce episodios | [ 4 ] [ 12 ] |

### Series web
| Año  | Título                  | Título original   | Papel        | Canal        | Ref.   |
| ---- | ----------------------- | ----------------- | ------------ | ------------ | ------ |
| 2016 | Women at a Game Company | 게임회사 여직원들 | Joo-young    | Naver TVCast |        |
| 2016 | Horror Delivery Service |                   |              |              |        |
| 2017 | Someone Noticeable      | 알 수도 있는 사람 |              | Naver TVCast |        |
| 2017 | Hip Hop Teacher         | 힙한선생          | Gong Seul-gi | Naver TVCast | [ 13 ] |

## Otras actividades

### Presentadora
| Año  | Ceremonia                              | Canal             | Papel                 | Notas             | Ref.   |
| ---- | -------------------------------------- | ----------------- | --------------------- | ----------------- | ------ |
| 2021 | 26th Busan International Film Festival | Naver TV, YouTube | Ceremonia de clausura | con Lee Joon-hyuk | [ 14 ] |

### Espectáculos de televisión
| Año  | Programa              | Papel               | Ref.   |
| ---- | --------------------- | ------------------- | ------ |
| 2022 | Young Actors' Retreat | Miembro del reparto | [ 15 ] |

### Apariciones en vídeos musicales
| Año  | Título de canción | Artista              |
| ---- | ----------------- | -------------------- |
| 2015 | "Weltanschauung"  | Hail                 |
| 2016 | "Wish Tree"       | Red Velvet           |
| 2016 | "12:25"           | f(x)                 |
| 2016 | "Pain Poem"       | Kim Bum-soo y Kenzie |
| 2016 | "Liquor"          | Sleeq                |
| 2019 | "With You"        | Crush                |

## Premios y nominaciones
| Año  | Premio                                 | Categoría                                            | Papel               | Resultado | Ref.          |
| ---- | -------------------------------------- | ---------------------------------------------------- | ------------------- | --------- | ------------- |
| 2014 | 4th Goyang Smart Film Festival         | Mejor actriz                                         | A Hidden Story      | Ganadora  | [ 16 ]        |
| 2017 | 4th Wildflower Film Awards             | Mejor actriz de reparto                              | A Quiet Dream       | Nominada  | [ 17 ]        |
| 2017 | 26th Buil Film Awards                  | Mejor actriz revelación                              | Jane                | Nominada  | [ 18 ]        |
| 2018 | 23rd Chunsa Film Art Awards            | Mejor actriz revelación                              | Jane                | Nominada  | [ 19 ]        |
| 2018 | 54th Baeksang Arts Awards              | Mejor actriz revelación (películas)                  | Jane                | Nominada  | [ 20 ]        |
| 2018 | 32nd KBS Drama Awards                  | Mejor actriz revelación                              | The Ghost Detective | Nominada  | [ 21 ]        |
| 2018 | 23rd Busan International Film Festival | Actriz del año                                       | Maggie              | Ganadora  | [ 22 ]        |
| 2019 | 7th BIFF Marie Claire Asia Star Awards | Premio Rising Star                                   | Maggie              | Ganadora  | [ 23 ]        |
| 2019 | 33rd KBS Drama Awards                  | Mejor actriz en un programa único/especial/miniserie | Home Sweet Home     | Ganadora  | [ 24 ]        |
| 2019 | 45th Seoul Independent Film Festival   | Premio Independent Star                              | Baseball Girl       | Ganadora  | [ 25 ]        |
| 2020 | 29th Buil Film Awards                  | Mejor actriz                                         | Baseball Girl       | Nominada  |               |
| 2020 | 7th Wildflower Film Awards             | Mejor actriz                                         | Maggie              | Nominada  | [ 26 ]        |
| 2020 | 5th Asia Artist Awards                 | Premio Best Icon                                     | —                   | Ganadora  | [ 5 ]         |
| 2020 | 19th New York Asian Film Festival      | Premio Rising Star Asia                              | —                   | Ganadora  | [ 3 ]         |
| 2021 | 41st Blue Dragon Film Awards           | Mejor actriz revelación                              | Baseball Girl       | Nominada  | [ 27 ] [ 28 ] |
| 2021 | 57th Baeksang Arts Awards              | Mejor actriz revelación (TV)                         | Times               | Nominada  | [ 29 ]        |
| 2022 | Buil Film Awards                       | Mejor actriz de reparto                              | Broker              | Pendiente | [ 30 ]        |